# Joseph de Jobal
Joseph de Jobal (1746 - 1831), est un général français de la Seconde Restauration. Il fut député de la Moselle en août 1815 dans la majorité de la Chambre introuvable.

## Biographie
Joseph François Louis, Comte de Jobal, naît à Metz le 26 mars 1746. Fils de Louis Jobal, seigneur de Vernéville, président à mortier au parlement de Metz, le jeune Joseph s'engage dans l'armée du Roi alors que la guerre de Sept Ans s'achève. Très vite, il est promu lieutenant-colonel au régiment des chasseurs de Languedoc, puis il commande les Chasseurs des Trois-Évêchés avec le grade de colonel. 
Attaché aux valeurs de l’Ancien Régime, Joseph de Jobal émigre en 1792. Il rejoint l'armée contre-révolutionnaire de Condé et y sert comme colonel. Peu après, il devient officier d'ordonnance du duc de Berry Charles Ferdinand d'Artois. Il passe alors comme un des meilleurs tacticiens de l'armée royale. Le 1er avril 1801, Jobal est nommé lieutenant-général, avant de quitter le service actif. Il se fait élire maire de Hayes, en Moselle, fonction qu'il conservera jusqu'en 1814. Promu Grand-croix de Saint-Louis le 31 août 1814, au moment de la première Restauration, Joseph de Jobal reprend du service dans l'armée du roi, comme lieutenant-général, le 2 mars 1815. 
Élu député de la Moselle en août 1815, Joseph de Jobal de Lue siège dans la majorité de la Chambre introuvable. Le 15 décembre 1815, Louis XVIII élève Joseph de Jobal à la dignité de comte et le nomme Major des gardes du corps du roi. Joseph de Jobal reçoit la Légion d'honneur le 3 juin 1820. Il fait valoir ses droits à la retraite, comme général de division, le 28 novembre 1821.
Le comte Joseph François Louis de Jobal décédera à Metz le 11 avril 1831.

## Sources
- « Joseph de Jobal », dans Adolphe Robert et Gaston Cougny, Dictionnaire des parlementaires français, Edgar Bourloton, 1889-1891 [détail de l’édition]
- Émile Auguste Nicolas Jules Bégin : Biographie de la Moselle: Historie par ordre alphabétique de toutes les personnes nées dans ce département, qui se sont fait remarquer par leurs actions, leurs talens, leurs écrits, leurs vertus, ou leurs crimes, Volume 2, Metz, 1832 (p. 368-369).